# Manfred Lindner (Archäologe)
Manfred Lindner (* 22. Juli 1918 in Nürnberg; † 30. Oktober 2007 ebenda) war ein deutscher Nervenarzt und Nabatäer-Forscher.

## Leben
Manfred Lindner studierte an den Universitäten Erlangen und München Medizin, Psychologie und Philosophie und promovierte 1944 in Erlangen an der Medizinischen Fakultät sowie an der Philosophischen Fakultät. Von 1954 bis 2001 war er freiberuflich als Nervenarzt in Nürnberg tätig. Seit Beginn der 1960er-Jahre unternahm er archäologische Forschungen in der Felsenstadt Petra in Jordanien und ihrer Umgebung. Er wurde zu einem anerkannten Spezialisten für die Archäologie und Geschichte der Nabatäer.
Seine Forschungen wurden von der Naturhistorischen Gesellschaft Nürnberg unterstützt, deren Vorsitzender Lindner von 1967 bis 1985 war und deren Abteilung für Auslandsarchäologie er begründete. Lindner war mitbeteiligt am Zustandekommen einer Ausstellung über die Nabatäer, die 1970 in München, Nürnberg und in Belgien gezeigt wurde. 1991 plante er zusammen mit John P. Zeitler die Ausstellung „Petra – Königin der Weihrauchstraße“ im Nürnberger Stadtmuseum Fembohaus.
Lindner war Träger des Bundesverdienstkreuzes (1. Klasse) (2006), der bayerischen Denkmalschutzmedaille und der Bürgermedaille der Stadt Nürnberg (1996). Darüber hinaus war er Ehrenmitglied des Deutschen Vereins zur Erforschung Palästinas.

## Schriften (Auswahl)
Dissertationen
- Über die seelischen Abläufe in Lebensgefahr. Eine psychologische Untersuchung des Ertrinkungsvorganges. Dissertation. Universität Erlangen 1944.
- Über die Verstehbarkeit der Geisteskranken. Versuch einer theoretischen Orientierung des Verstehensproblems in der Psychiatrie. Dissertation. Universität Erlangen 1944.

Psychiatrische Publikationen
- Zur Psychopathologie der sogenannten Spukphänomene. In: Archiv für Psychiatrie und Neurologie. Bd. 185, Nr. 1, 1950, S. 105–128, doi:10.1007/BF00574924.

Archäologische Publikationen
- Petra. Traumstadt in den Bergen Jordaniens (= Materia medica Nordmark. Sonderheft. 3, 1966, ZDB-ID 6238-8). Nordmark-Werke, Hamburg 1966.
- als Herausgeber: Petra und das Königreich der Nabatäer. Lebensraum, Geschichte und Kultur eines arabischen Volkes in der Antike (= Naturhistorische Gesellschaft Nürnberg. Abhandlungen. 35). Delp, München u. a. 1970, ISBN 3-7689-0075-4 (6., neubearbeitete Auflage. ebenda 1997, ISBN 3-7689-0116-5).
- als Herausgeber: Petra. Neue Ausgrabungen und Entdeckungen. Delp, München u. a. 1986, ISBN 3-7689-0226-9.
- Über Petra hinaus. Archäologische Erkundungen im südlichen Jordanien. Herausgegeben von Dieter Vieweger und Hans-Dieter Bienert. Im Auftrag des Deutschen Evangelischen Instituts für Altertumswissenschaft des Heiligen Landes bearbeitet am Biblisch-Archäologischen Institut Wuppertal. Leidorf, Rahden/Westfalen 2003, ISBN 3-89646-024-2.